# Arnoldus van Anthonissen
Arnoldus van Anthonissen (1631 Amsterdam – 1703 Zierikzee) byl holandský malíř Zlatého věku.

## Životopis
Dle Rijksbureau voor Kunsthistorische Documentatie byl synem malíře Hendricka van Anthonissena a vnukem malíře Aerta Anthonisze, který je též známý jako Aart van Antum. Jeho matkou byla Judith Flessiers. V roce 1660 se přestěhoval do Leidenu a stal se tam členem Sint-Lucasgilde (Cech svatého Lukáše). V roce 1663 se přestěhoval do Zierikzee, kde měl být podle pramenů měšťanem a obchodníkem s klobouky, a v letech 1665–1669 byl členem Cechu svatého Lukáše v Middelburgu. V letech 1671 až 1703 znovu působil v Zierikzee, kde i zemřel.
Maloval námořní scény a vytvořil mapu ostrovů Schouwenu a Duivelandu. Anthonissen také pracoval jako malíř domů a maloval na mramor; v Zierikzee byl též obchodníkem s uměním. Svá díla většinou signoval písmeny „A A“.
Byl dvakrát ženatý: poprvé se oženil 28. září 1662 v Leidenu s Catharinou Herpers van Renen, podruhé roku 1681 s Machelinou van Ijsselstein v Zierikzee.

## Galerie
- Holandské lodě na rozbouřené vodě
- Mořská krajina
- Rybářské lodě na rozbouřeném moři
- Říční scéna s loděmi
- Plachetnice poblíž pobřeží